# ای‌سی ۳۰۰۰ام‌ای
ای‌سی ۳۰۰۰ام‌ای‌ (AC ۳۰۰۰ME) خودرویی است که در سال‌های launched ۱۹۷۳ finally available for sale ۱۹۷۹ تا ۱۹۸۴تولید شده‌است.
موتور آن ۲۹۹۴ سی‌سی سیستم جعبه‌دندهٔ آن ۵ دنده به صورت دستی است.